# Galanas (derecho)
Galanas en la ley galesa era una compensación exigida a un asesino y a su familia por parte de la familia del asesinado. Es similar al Ericfine en la ley irlandesa y al Wergeld anglosajón.
La compensación dependía de la posición social de la víctima, aunque también podían valorarse las circunstancias de la muerte. Por ejemplo, la muerte en una emboscada o por veneno suponía el doble del importe de galanas. El pago se imponía a parientes de hasta quinto grado de parentesco de forma decreciente en función de la lejanía del parentesco. Por ejemplo, un primo directo del asesino pagaba el doble que un primo segundo. Las mujeres pagaban la mitad de la tasa impuesta a los hombres. El primer tercio de las galanas recaía sobre el asesino, sus padres, hermanos y hermanas. El resto era repartido entre el resto de parientes, dos tercios sobre la rama paterna y un tercio sobre la materna.
Las mismas reglas se aplican a los receptores de las galanas. En los textos que se conservan, que se remontan al siglo XIII, un tercio del total se pagaba al señor como autoridad, pero esta práctica es considerada una innovación.